# Howard Benson
Howard Michael Benson (nascido em julho de 1956) é um produtor musical americano natural de Havertown, Pensilvânia. Ele foi indicado a dois prêmios Grammy de Produtor do Ano em 2007 e 2008, conquistando dois prêmios e acumulando um total de 16 indicações por suas produções.

## Infância
Howard Benson nasceu e cresceu em uma família de classe média na região metropolitana da Filadélfia, filho de Estelle e Robert Benson. Ele é de ascendência judaica. Benson começou a tocar teclado em bandas de rock aos 13 anos. Ele frequentou o curso superior na Universidade de Drexel, onde estudou engenharia. Durante seus anos na Drexel, Benson tirou um ano de folga e estudou composição no Philadelphia College for Performing Arts. Benson se formou na Drexel com um diploma em engenharia de materiais. Após a graduação, ele se mudou para Los Angeles e trabalhou na Garrett AiResearch, onde trabalhou em aeronaves como C-5s e F-18s.
No momento de sua formatura, ele tocava regularmente com sua banda em pequenos clubes de Hollywood, e quando sua banda finalmente entrou em estúdio com um produtor, Benson foi inspirado a se tornar um produtor musical.
Ele voltou para a Drexel em 2010 para criar e ensinar a classe de produção avançada no Antoinette Westphal College of Media Arts and Design da Universidade Drexel. Em 2011, ele estabeleceu o Fundo de Bolsas de Estudo Howard and Monica Benson Endowed Scholarship Fund para estudantes matriculados no Antoinette Westphal College of Media Arts and Design. Em 2015, ele recebeu um diploma honorário da Universidade Drexel.

## Carreira
Seus primeiros trabalhos como produtor foram dois álbuns para a banda de hardcore punk T.S.O.L. (Revenge (1986) e Hit and Run (1987)), e o primeiro disco que ele produziu para uma grande gravadora foi o Psycho Café do Bang Tango em 1989. Benson afirma que descobrir o Pro Tools em 1998 enquanto trabalhava com o Sepultura foi um ponto de virada importante em sua carreira. Ele foi convidado a produzir o álbum The Fundamental Elements of Southtown do P.O.D. em 1999, que se tornou um disco de platina. Em 2000, Benson produziu Satellite, do P.O.D., vendendo multi-platina, no Bay 7 Studios, e continuou a gravar inúmeros álbuns naquele local. Nos anos seguintes, Benson produziu discos de artistas como Cold, Crazy Town, Payable on Death do P.O.D. e Three Cheers for Sweet Revenge do My Chemical Romance. Mais tarde, ele produziu numerosos discos multi-platina como The All-American Rejects, Hoobastank, Flyleaf, Daughtry, Seether, Third Day, Theory of a Deadman, Three Days Grace, Skillet, Santana, Adam Lambert, Kelly Clarkson e Caleb Johnson.
Atualmente, ele produz exclusivamente no West Valley Recording Studios, em Woodland Hills.
Benson afirmou que utiliza o Auto-Tune no estúdio e que aqueles que não o fazem são "loucos". Benson prefere gravar em um que ele chama de "sistema paralelo", no qual os músicos gravam suas partes em salas isoladas. Após a gravação de um álbum, Benson geralmente leva a faixa para seu estúdio em casa, o Sparky Dark Studios, onde pessoalmente acrescenta ao arranjo.
Benson trabalhou como consultor de A&R na Giant Records, Elektra Records e Warner Bros. Records.
Benson produziu e aparece em Attack of Life: The Bang Tango Movie, que é um filme documentário de 2016 dirigido por Drew Fortier sobre a banda de hard rock dos anos 80 Bang Tango, para quem Benson produziu dois álbuns.
Em 2021, Benson e o baterista do Three Days Grace, Neil Sanderson, co-fundaram a gravadora Judge & Jury Records.

## Discografia
- Black Stone Cherry - Between The Devil and the Deep Blue Sea (2011)
- Allison Iraheta - Just Like You (2009)
- Apocalyptica - Worlds Collide (2007)
- Adema - Unstable (2003)
- AM Radio - Radioactive (2003)
- Art of Dying - Untitled (2010)
- Blindside - Silence (2002); About a Burning Fire (2004)
- Body Count - Violent Demise: The Last Days (1997)
- Cold - Year of the Spider (2003)
- Crazy Town - Darkhorse (2002)
- Creed - Full Circle (2009)
- Daughtry - Daughtry (2006); Leave This Town (2009)
- Dead By Sunrise - Out of Ashes (2009)
- DIAMANTE - Coming In Hot (2018)
- Dislocated Styles - Pin The Tail On The Honky (2001)
- The Ernies - Meson Ray (1999)
- Flyleaf - Flyleaf (2005); Memento Mori (2009)
- Gavin DeGraw - Gavin DeGraw (2008)
- Grinspoon - Thrills, Kills & Sunday Pills (2004)
- Halestorm - Halestorm (2009)
- Head Automatica - Popaganda (2006)
- Hoobastank - The Reason (2003); Every Man for Himself (2006); Fornever (2009)
- Kelly Clarkson - All I Ever Wanted (2009)
- Kilgore Smudge - Blue Collar Solitude (1995)
- Less Than Jake - Hello Rockview (1998); In With the Out Crowd (2006)
- Mae  - Singularity (2007)
- Masi  - Downtown Dreamers (1988)
- Motörhead - Bastards (1993); Sacrifice (1995); Overnight Sensation (1996); Snake Bite Love] (1998)
- My Chemical Romance - Three Cheers For Sweet Revenge (2004);
- Papa Roach - Getting Away with Murder (2004); The Paramour Sessions (2006)
- P.O.D. - The Fundamental Elements of Southtown (1999);Satellite (2001); Payable on Death (2003)
- Pretty Boy Floyd - Leather Boyz with Electric Toyz (1989)
- The Red Jumpsuit Apparatus - Lonely Road (2008)
- Relient K - Five Score and Seven Years Ago (2007)
- Saosin - Saosin (2006)
- Seether - Finding Beauty in Negative Spaces (2007)
- Sepultura - Against (1998)
- Skillet - Awake (2009)
- Skindred - Babylon (2002)
- Sound the Alarm - Stay Inside (2007)
- Theory of a Deadman - Gasoline (2005), Scars & Souvenirs (2008)
- The All-American Rejects - Move Along (2005)
- The Buzzhorn - Disconnected (2002)
- The Ernies - Meson Ray (1999)
- The Starting Line - Based on a True Story (2005);Direction (2007)
- Third Day - Revelation (2008)
- Three Days Grace - One-X (2006), Life Starts Now (2009)
- Trust Company - True Parallels (2005)
- Tuff - What Comes Around Goes Around (1991)
- Vendetta Red - Sisters of the Red Death (2005)
- Zebrahead - Waste of Mind (1998); Playmate of the Year (2000); Phoenix (2008)
- Referências

1. ↑  «West Valley Recording Studios». West Valley Recording Studios (em inglês). Consultado em 16 de fevereiro de 2024
2. 1 2 3  «hitquarters.com - This website is for sale! - hitquarters Resources and Information.». ww1.hitquarters.com. Consultado em 16 de fevereiro de 2024
3. ↑  «Howard Benson | Artist | GRAMMY.com». grammy.com. Consultado em 16 de fevereiro de 2024
4. 1 2  Cohen, Mike (2017). "RECORD producer Howard Benson has been involved with countless rock albums, selling tens of millions of copies" ["O produtor musical Howard Benson esteve envolvido em inúmeros álbuns de rock, vendendo dezenas de milhões de cópias".]. [S.l.]: The Jewish Telegraph. Howard se descreve como um judeu conservador. Em Filadélfia, ele foi membro do Templo Beth Hillel, onde seu irmão Mitchell já foi presidente. Na Califórnia, ele se juntou ao Templo Aliyah. Apesar de se casar com Monica em Los Angeles, seu rabino de Filadélfia conduziu a cerimônia.
5. ↑  «Howard Benson». web.archive.org. 29 de janeiro de 2007. Consultado em 16 de fevereiro de 2024
6. 1 2  «Grammy Nominated Producer Howard Benson-Mix Interviews 2007 Grammy Nominated Producer of the Year Howard Benson». web.archive.org. 29 de junho de 2010. Consultado em 16 de fevereiro de 2024
7. ↑  «DREXEL UNIVERSITY PHILANTHROPY JOURNAL 2015». web.archive.org. 29 de julho de 2018. Consultado em 16 de fevereiro de 2024
8. ↑  «Alumnus Howard Benson '80 Receives Honorary Degree». Drexel University College of Engineering (em inglês). 15 de junho de 2015. Consultado em 16 de fevereiro de 2024
9. ↑  «Howard Benson». web.archive.org. 29 de janeiro de 2007. Consultado em 16 de fevereiro de 2024
10. ↑  «Howard Benson: 'Discovering Pro Tools Was A Turning Point In My Career' | Interviews @ Ultimate-Guitar.Com». web.archive.org. 13 de maio de 2012. Consultado em 16 de fevereiro de 2024
11. ↑  Gallo, Phil (22 de maio de 2013). «Gear: Howard Benson's Round-the-Clock Rock». Billboard (em inglês). Consultado em 16 de fevereiro de 2024
12. ↑  Farinella, DavidJohn (15 de março de 2010). Producing Hit Records: Secrets from the Studio (em inglês). [S.l.]: Schirmer Trade Books. ISBN 9780857125101
13. ↑  «"Attack Of Life – The Bang Tango Movie"». Metal Sludge (em inglês). 15 de abril de 2015. Consultado em 16 de fevereiro de 2024